# Òxid de níquel (II)
L'òxid de níquel (II) és el compost químic amb la fórmula NiO. És el principal òxid de níquel. Es classifica com a òxid metàl·lic bàsic. Cada any es produeixen diversos milions de quilograms de qualitat variable, principalment com a intermedi en la producció d'aliatges de níquel. La forma mineralògica de NiO, bunsenita, és molt rara. S'han reivindicat altres òxids de níquel (III), per exemple: Ni
2O
3 i NiO
2, però encara no s'han demostrat per cristal·lografia de raigs X.
El NiO es pot preparar mitjançant diversos mètodes. En escalfar-se per sobre de 400 °C, la pols de níquel reacciona amb l'oxigen per donar NiO. En alguns processos comercials, l'òxid de níquel verd es fa escalfant una barreja de pols de níquel i aigua a 1000 °C, la velocitat d'aquesta reacció es pot augmentar afegint NiO. El mètode de preparació més senzill i amb més èxit és mitjançant la piròlisi de compostos de níquel (II) com l'hidròxid, el nitrat i el carbonat, que produeixen una pols de color verd clar. La síntesi dels elements mitjançant l'escalfament del metall en oxigen pot produir pols grises a negres, cosa que indica no estequiometria.
NiO adopta l'estructura NaCl, amb llocs octaèdrics Ni2+ i O2−. L'estructura conceptualment simple es coneix comunament com a estructura de sal de roca. Com molts altres òxids metàl·lics binaris, el NiO sovint no és estequiomètric, el que significa que la relació Ni:O es desvia d'1:1. En l'òxid de níquel, aquesta no estequiometria va acompanyada d'un canvi de color, sent el NiO estequiomètricament correcte verd i el NiO no estequiomètric negre.